# 張微
張 微（ちょう び、? - 302年）は、中国の晋代の人物。字は建興。犍為郡武陽県の人。前漢三傑の一人張良の子孫で、先祖の張晧は後漢の司空を、高祖父の張綱は広陵太守をそれぞれ務めた名門の出身である。また、蜀漢の左車騎将軍張翼は父、子は張存。

## 生涯
若いころ同郡の費緝、蜀郡の寿良とともに名を知られた。真心に厚く、学問を好みんでいたという。

永康元年（300年）、益州刺史の趙廞は叛逆して大将軍を自称すると広漢郡太守であった張微を軍祭酒に任じたが、翌永寧元年、趙廞の部下李特らが背いて成都城に迫ると、張微は常美・李苾らとともに夜中、城門を切って脱走した。
302年に河間王により、再び広漢郡太守につき徳陽に駐屯した。

太安元年（302年）5月、蜀で李特が反乱を起こし、一度は李特の陣営に斬り込んだものの、広漢は包囲され、張微は殺害された。李特は張微の子の張存も捕らえたが、その菩提を弔わせる名目で特例として釈放した。